# 272 Antonia
272 Antonia este un asteroid din centura principală, descoperit pe 4 februarie 1888, de Auguste Charlois.